# Tom-Jelte Slagter
Tom-Jelte Slagter (Groningen, 1 juli 1989) is een Nederlands voormalig wielrenner die laatstelijk voor B&B Hotels-Vital Concept p/b KTM uitkwam.

## Carrière
Slagter was in de jeugd niet alleen wielrenner maar ook schaatser. Hij zat in de gewestelijke baanselectie voordat hij in het seizoen 2008/2009 overstapte naar de marathonploeg Team Clavis/JB Besturingstechniek. Hij won in januari in Amsterdam de wedstrijd in de Essent Cup in de Eerste Divisie. Het daarop volgende seizoen was Slagter al minder actief vanwege het wielrennen, maar hij reed nog wel schaatsmarathons bij de beloftenploeg JB Besturingstechniek, als teamgenoot van onder meer de later schaatscoach Ingo Bos.
Slagter reed in 2010 bij Rabobank Continental Team en werd dat jaar Nederlands kampioen bij de beloften. In 2011 is Slagter overgegaan naar de ProTour-ploeg van Rabobank. In mei dat jaar nam hij deel aan de Giro d'Italia, waar hij in de vijfde etappe na een zware val uitviel en daarbij een gebroken oogkas en een hersenschudding opliep. Zijn val zorgde voor paniek, omdat twee dagen daarvoor de Belgische wielrenner Wouter Weylandt na een zware val overleed.
In het shirt van Blanco Pro Cycling, de voormalige Rabobank-ploeg, boekte Slagter in 2013 in de derde etappe van de Tour Down Under zijn eerste grote profzege door Matthew Goss en wereldkampioen Philippe Gilbert te verslaan in een sprint heuvelop. Twee dagen later werd hij in de etappe op Old Willunga Hill tweede achter Simon Gerrans en veroverde hij de leiderstrui. Deze wist hij in de laatste etappe te behouden, waardoor hij zijn eerste grote etappekoers bij de profs kon winnen. Met deze zege zorgde Slagter voor een bijzondere primeur: hij is de eerste Nederlander ooit die het World Tour-klassement aanvoert.
In het voorjaar van 2014 brak Slagter door met twee etappeoverwinningen in Parijs-Nice, een vijfde plaats in de Waalse Pijl en een zesde plaats in Luik-Bastenaken-Luik. Op 26 april 2014 werd bekendgemaakt dat hij zijn eerste Ronde van Frankrijk zou gaan rijden. In de 19e etappe reed hij lang vooraan en zorgde er uiteindelijk voor dat zijn ploegmaat Ramūnas Navardauskas de etappe won, hij zelf werd uitgeroepen tot de strijdlustigste renner van die dag. In 2018 maakte Slagter de overstap naar Team Dimension Data. Bij zijn debuut was hij kopman in de Tour Down Under, die hij afsloot met een derde plek in het algemeen klassement.
In november 2020 kondigde Slagter zijn afscheid van de wielersport aan. Na zijn carrière ging hij aan de slag als vertegenwoordiger van de tractor- en landbouwmachinefabrikant John Deere.

## Palmares

### Overwinningen
2010
2e etappe Circuit des Ardennes
 Nederlands kampioen op de weg, Beloften
Hel van Voerendaal
2013
3e etappe Tour Down Under
Eind- en jongerenklassement Tour Down Under
Bergklassement Ronde van Alberta
0
2014
4e en 7e etappe Parijs-Nice
2015
3e en 4e etappe Ronde van Alberta
2016
1e etappe Ronde van de Haut-Var
2017
2e etappe Ronde van Oostenrijk

### Resultaten in voornaamste wedstrijden
| Jaar | Ronde van Italië | Ronde van Frankrijk | Ronde van Spanje |
| ---- | ---------------- | ------------------- | ---------------- |
| 2011 | opgave           |                     | 75e              |
| 2012 | 30e              |                     |                  |
| 2013 |                  |                     |                  |
| 2014 |                  | 56e                 |                  |
| 2015 | 76e              |                     |                  |
| 2016 |                  | 82e                 |                  |
| 2017 | 77e              |                     |                  |
| 2018 |                  | 59e                 |                  |
| 2019 |                  |                     |                  |

| Jaar | Milaan-San Remo | Amstel Gold Race | Luik-Bast.‑Luik | Ronde van Lombardije | Waalse Pijl | Grote Prijs van Quebec | Clásica San Sebastián |  | WK op de weg |  | Wereldranglijsten |
| ---- | --------------- | ---------------- | --------------- | -------------------- | ----------- | ---------------------- | --------------------- |  | ------------ |  | ----------------- |
| 2011 |                 |                  |                 | 52e                  | 41e         |                        |                       |  |              |  |                   |
| 2012 |                 |                  |                 | opgave               | 47e         | 5e                     |                       |  | 56e          |  | 105e (UWT)        |
| 2013 | opgave          | 85e              | 34e             | 46e                  | 14e         | 7e                     | 48e                   |  | opgave       |  | 39e (UWT)         |
| 2014 | 105e            | 21e              | 6e              | 93e                  | 5e          | 11e                    | 14e                   |  | opgave       |  | 61e (UWT)         |
| 2015 |                 | 36e              | 44e             | 13e                  | 9e          | 4e                     | 27e                   |  |              |  | 76e (UWT)         |
| 2016 | 14e             | 60e              | opgave          | opgave               | 36e         | 15e                    | 8e                    |  |              |  | 154e (UWT)        |
| 2017 |                 | 46e              | 45e             | opgave               | 21e         | 6e                     |                       |  |              |  | 70e (UWT)         |
| 2018 |                 | 75e              | 30e             |                      | 12e         | 97e                    |                       |  |              |  | 79e (UWT)         |
| 2019 | 51e             | 83e              | 43e             | opgave               | 48e         | 6e                     |                       |  |              |  | 211e (UWR)        |

### Resultaten in kleinere rondes
| Jaar | Tour Down Under | Parijs-Nice | Tirreno-Adriatico | Ronde van Catalonië | Ronde van het Baskenland | Ronde van Romandië | Critérium du Dauphiné | Ronde van Zwitserland | Ronde van Polen | Eneco/BinckBank Tour | Ronde van Peking |
| ---- | --------------- | ----------- | ----------------- | ------------------- | ------------------------ | ------------------ | --------------------- | --------------------- | --------------- | -------------------- | ---------------- |
| 2011 |                 |             |                   | 42e                 |                          |                    |                       | 66e                   | 35e             |                      |                  |
| 2012 |                 |             |                   | opgave              |                          | 43e                |                       | 40e                   | 137e            |                      | 15e              |
| 2013 | ↑ (1)           |             | 27e               |                     | opgave                   |                    | opgave                |                       |                 |                      |                  |
| 2014 |                 | 16e (2)     |                   |                     | 13e                      |                    |                       | 45e                   |                 |                      |                  |
| 2015 |                 | 36e         |                   |                     | 27e                      |                    |                       |                       |                 | 12e                  |                  |
| 2016 |                 | 33e         |                   |                     | opgave                   |                    | 66e                   |                       |                 |                      |                  |
| 2017 | 14e             | 119e        |                   |                     | 79e                      |                    |                       |                       | 49e             | opgave               |                  |
| 2018 | ↑               | opgave      |                   |                     | 77e                      |                    | 25e                   |                       |                 | 39e                  |                  |
| 2019 | 17e             |             | 45e               |                     |                          |                    |                       |                       |                 |                      |                  |

(*) tussen haakjes aantal individuele etape-overwinningen

## Ploegen
2010 –  Rabobank Continental Team
2011 –  Rabobank
2012 –  Rabobank
2013 –  Belkin-Pro Cycling Team 
2014 –  Garmin Sharp
2015 –  Team Cannondale-Garmin
2016 –  Cannondale-Drapac Pro Cycling Team 
2017 –  Cannondale Drapac Professional Cycling Team
2018 –  Team Dimension Data
2019 –  Team Dimension Data
2020 –  B&B Hotels-Vital Concept p/b KTM
Adams (tot 25/08) ·
Boeve ·
Bol ·
Bovenhuis ·
Bulgaç ·
van Geffen (tot 09/05) ·
Hofland ·
Keizer ·
Kelderman ·
Kreder · 
van der Lijke ·
Markus ·
Ockeloen ·
van Poppel ·
Sinkeldam ·
Slagter ·
Vermeltfoort ·
Vrijmoed
Barredo ·
Boom ·
Bos ·
Breschel ·
Brown ·
Clement ·
ten Dam ·
van Emden ·
Flens ·
Freire · 
Gárate ·
Gesink ·
Kruijswijk ·
Langeveld ·
Leezer ·
Martens ·
Matthews ·
Mollema ·
Niermann ·
Sánchez ·
Slagter ·
Tankink ·
Tjallingii ·
Vermeltfoort ·
Weening ·
van Winden · 
Wynants ·
Goos (stagiair)
Barredo ·
Bol · 
Boom ·
Bos ·
Breschel ·
Brown ·
Clement ·
ten Dam ·
van Emden ·
Flens ·
Gárate ·
Gesink ·
Kelderman ·
Kruijswijk ·
Leezer ·
Martens ·
Matthews ·
Mollema ·
Niermann ·
Renshaw ·
Sánchez ·
Slagter ·
Tankink ·
Tjallingii ·
Vermeltfoort ·
van Winden · 
Wynants ·
Goos (stagiair)
Acevedo · van Baarle · Bauer · Brown · Cardoso · Danielson · Dekker · Dennis · Fairly · Farrar · Fernández · Gaimon · Haas · Hansen · Hesjedal · Howes · King · Kreder · Langeveld · Martin · Millar · Morton · Navardauskas · Nuyens · Slagter · Talansky · Vansummeren · Von Hoff · Wegmann · Girdlestone (stagiair) · Mannion (stagiair)
Acevedo · van Baarle · Bauer · Bettiol · Brown · Cardoso · Danielson · Dombrowski · Formolo · Haas · Hesjedal · Howes · T.King · B.King · Koren · Langeveld · Marangoni · Martin · Mohorič · Moser · Navardauskas · Norman Hansen · Skjerping · Slagter · Talansky · Villella · Zepuntke · Bovenhuis (stagiair) · Mullen (stagiair)
van Baarle · Bauer · Bettiol · Bevin · Breschel · Brown · Cardoso · Clarke · Craddock · Dombrowski · Formolo · Gaimon · Howes · King · Koren · Langeveld · Marangoni · Moser · Mullen · Navardauskas · Rolland · Skjerping · Skujiņš · Slagter · Talansky · Urán · Villella · Wippert · Woods · Zepuntke · Dibben (stagiair)
van Baarle · Bettiol · Bevin · Brown · Canty · Carthy · S. Clarke · W. Clarke · Craddock · Dombrowski · Formolo · Howes · Koren · Langeveld · Mullen · Phinney · Rolland · Scully · Skujiņš · Slagter · Talansky · Urán · Van Asbroeck · Vanmarcke · Villella · Wippert · Woods · Monk (stagiair)
Antón · Berhane · Boasson Hagen · Cavendish · Cummings · Davies · Debesay · Dlamini · Dougall · Eisel · Gebreigzabhier · Gibbons · J. Janse van Rensburg · R. Janse van Rensburg · King · Kudus · Meintjes · Morton · O'Connor · Pauwels · Renshaw · Slagter · Thomson · Thwaites · Venter · Vermote · van Zyl
Bak · Boasson Hagen · Cavendish · Cummings · Davies · de Bod · Dlamini · Eisel · Gasparotto · Gebreigzabhier · Gibbons · J. Janse van Rensburg · R. Janse van Rensburg · King · Kreuziger · Mäder · Meintjes · Nizzolo · O'Connor · Renshaw · Slagter · Thomson · Tiller · Valgren · Venter · Vermote · Wyss